# 山口県道204号宮野大歳線
山口県道204号宮野大歳線（やまぐちけんどう204ごう みやのおおとしせん）は、山口県山口市を通る一般県道である。

## 概要
山口市宮野下から山口市朝田に至る。もともとは国道9号だったが、山口バイパス全通を契機に本路線に変更された。

### 路線データ
- 起点：山口市宮野下（住吉交差点、国道9号交点、山口県道10号山口福栄須佐線起点）
- 終点：山口市朝田（大歳駅前交差点、山口県道6号山口宇部線交点、山口宇部道路 朝田IC）

## 歴史
- 1995年（平成7年） - 路線認定。

## 路線状況
路線名称に用いられている大歳とは現在の山口市朝田・矢原で構成されていた村の名前である（大歳村）。2011年（平成23年）7月31日に山口宇部道路の朝田IC - 嘉川IC間が開通したことに伴い、大歳駅前交差点以西は朝田ICと接続するようにルートが変更され、旧道は県道の指定から外れた。

### 重複区間
- 山口県道200号陶湯田線（山口市湯田温泉1丁目・湯田温泉一丁目交差点 - 山口市葵1丁目・下湯田交差点）

### 道路施設

#### 橋梁
- 京面橋（錦川、山口市）
- 湯田大橋（前田川・吉敷川、山口市）

### 車線・最高速度
| 区間                          | 車線   | 車線   | 車線   | 最高速度 |
| 区間                          | 上下線 | 上り線 | 下り線 | 最高速度 |
| ----------------------------- | ------ | ------ | ------ | -------- |
| 住吉交差点 - 日赤入口交差点   | 2      | 1      | 1      | 50 km/h  |
| 日赤入口交差点 - 早間田交差点 | 4      | 2      | 2      | 50 km/h  |
| 早間田交差点 - 山口市朝田     | 2      | 1      | 1      | 50 km/h  |

## 地理

### 通過する自治体
- 山口県
  - 山口市

### 交差する道路
| 交差する道路                                                                | 交差する場所  | 交差する場所                 |
| --------------------------------------------------------------------------- | ------------- | ---------------------------- |
| 国道9号 国道262号 重複 山口県道10号山口福栄須佐線                           | 宮野下        | 住吉交差点 / 起点            |
| 国道262号                                                                   | 桜畠1丁目     | 宮野桜畠交差点               |
| 山口県道194号山口秋穂線 山口県道203号厳島早間田線 山口県道205号山口停車場線 | 中央1丁目     | 早間田交差点                 |
| 山口県道21号山口防府線                                                      | 中央3丁目     | 中央交差点                   |
| 山口県道200号陶湯田線 重複区間起点                                          | 湯田温泉1丁目 | 湯田温泉一丁目交差点         |
| 山口県道200号陶湯田線 重複区間終点 山口県道206号湯田停車場線                | 葵1丁目       | 下湯田交差点                 |
| 山口県道6号山口宇部線 山口宇部道路                                          | 朝田          | 大歳駅前交差点 / 終点 朝田IC |

### 沿線
- 山口市立宮野小学校
- 山口市立宮野中学校
- 山口県立大学
- JR西日本山口線
  - 宮野駅 - 大歳駅
- 山口金古曽郵便局
- 山口市立大殿小学校
- 山口市民会館
- 山口中央郵便局
- 山口朝日放送本社
- NHK山口放送局
- FM山口本社
- 山口情報芸術センター
- 山口ケーブルビジョン
- ニューメディアプラザ山口
- 中原中也記念館 - 生家（焼失）跡に建設。
- 湯田温泉
- 維新百年記念公園